# Kusín
 Kusín je obec na Slovensku. Nachází se v Košickém kraji, v okrese Michalovce. Obec má rozlohu 9,8 km² a leží v nadmořské výšce 120 m na břehu Zemplínské šíravy. V roce 2011 v obci žilo 350 obyvatel.
První písemná zmínka o obci pochází z roku 1418. V obci je řeckokatolický chrám z roku 1865 a také římskokatolický kostel.